# Dromomanie

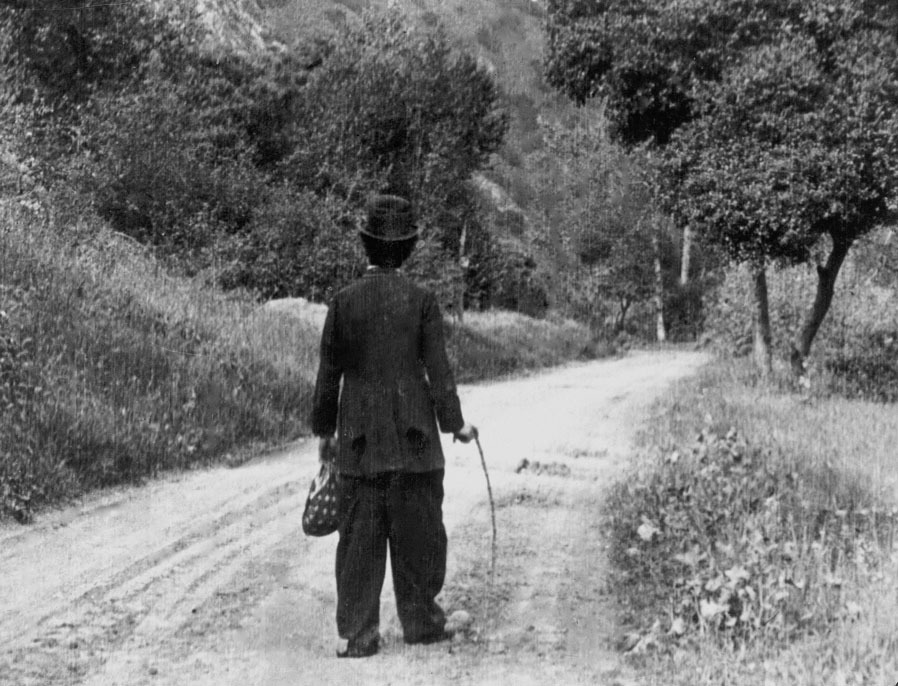
Charlie Chaplin déambulant dans Le Vagabond (The Tramp, 1915).

La dromomanie (impulsion à se déplacer) est une affection psychiatrique historique décrite à la fin du XIXe siècle et abandonnée au début du XXe siècle. 

## Étymologie
Le terme est issu du grec ancien δρόμος (dromos, « course ») et  μανία (mania,« folie »).

## Historique
En 1875, Achille Foville présente 14 cas de vagabonds qualifiés « d' aliénés voyageurs ou migrateurs » dont le comportement relèverait d'une « manie hallucinatoire automatique ». 

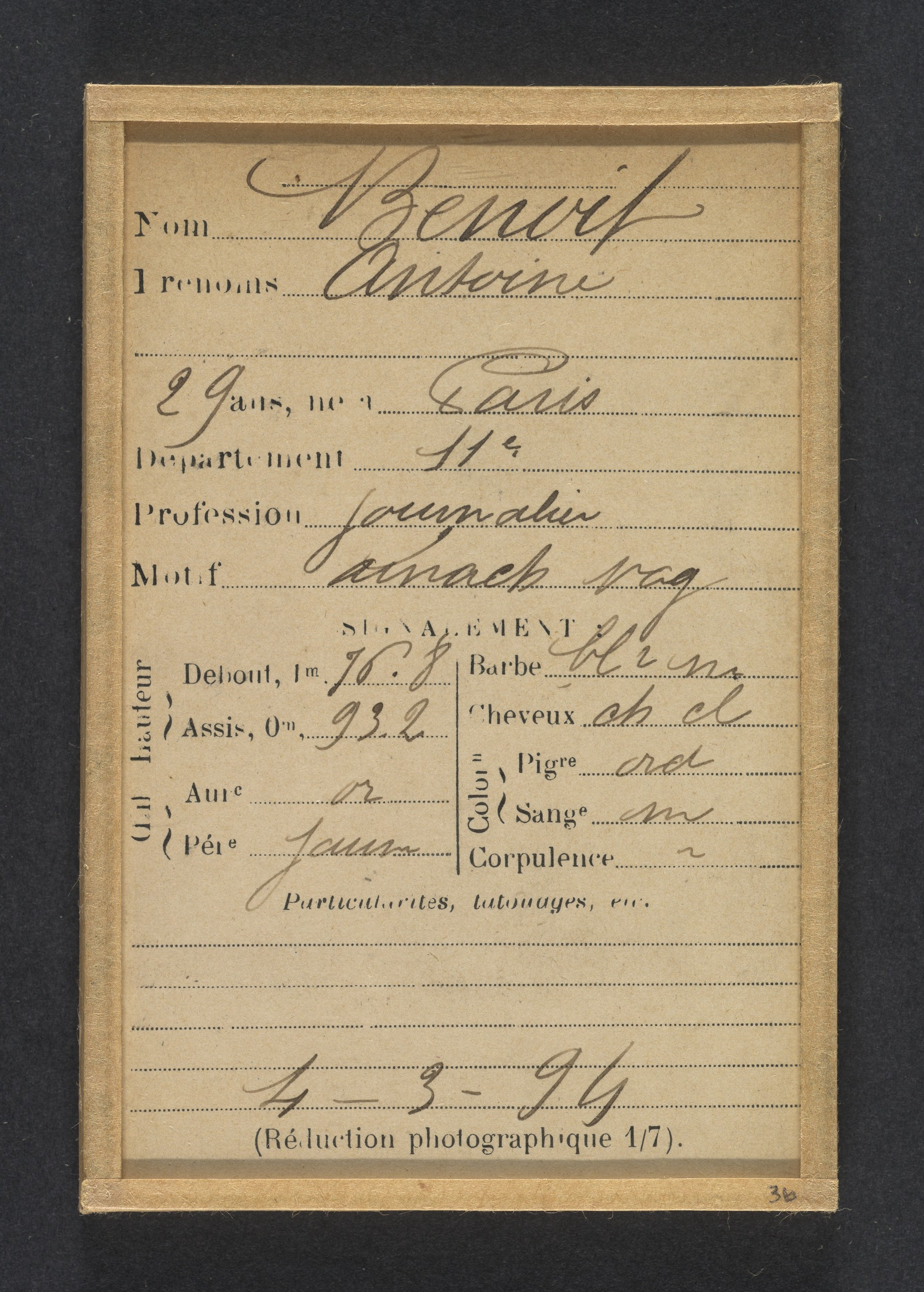
Fiche anthropométrique d'un journalier, vagabond anarchiste, par Alphonse Bertillon, Paris 1894.

En 1888, Charcot formule le concept d'automatisme ambulatoire, par analogie avec le somnambulisme, en classant les fugues en trois formes d'automatisme ambulatoire : celles d'origine traumatique, épileptique, hystérique (ni traumatique, ni épileptique). 
En 1894, Dubourdieu, dans sa thèse de Bordeaux transforme l'automatisme ambulatoire de Charcot en « dromomanie des dégénérés ».  Cette notion est précisée par Emmanuel Régis qui place la dromomanie dans le registre des obsessions-impulsions avec la dipsomanie, la kleptomanie ou la pyromanie. 
La définition par Dubourdieu et Régis de la dromomanie comme une « impulsion consciente et irrésistible » représentait une contradiction insoluble que les psychiatres de l'époque tentent d'expliquer. Le comportement humain est à trois niveaux : celui du réflexe, du désir et de la volonté. La dromomanie du vagabond est une « maladie de la volonté », une régression ou dégénérescence qui peut renvoyer en deçà du désir, jusqu'au niveau du réflexe. L'obsession est sa forme atténuée, tandis que l'impulsion automatique (réflexe) est sa manifestation extrême. 
Les concepts de dromomanie et de dégénérescence disparaissent de la psychiatrie à partir des années 1910.  
Par la suite, la dromomanie est progressivement  remplacée par la notion de fugue. La dromomanie reste mentionnée dans des dictionnaires médicaux du XXe siècle  comme une tendance instinctive ou un besoin impérieux de déplacement ou de voyage, qui peut être précoce (fugues d'enfants ou d'adolescents) ou survenir à l'âge adulte (vagabondage chronique ou fugues intermittentes à déclenchement brusque). 
Au XXIe siècle la fugue dissociative est peut-être ce qui reste de la dromomanie. 

## Approches socioculturelles
En 1910, le psychiatre Emmanuel Régis publie une étude intitulée La dromomanie de Jean-Jacques Rousseau où il diagnostique chez lui une « impulsivité migratrice héréditaire ».
La dromomanie entre dans le langage littéraire : dans certaines biographies concernant Gérard de Nerval, on parle de dromomanie pour ses très nombreux déplacements, qui n'étaient en fait qu'une recherche éperdue de sa mère. 

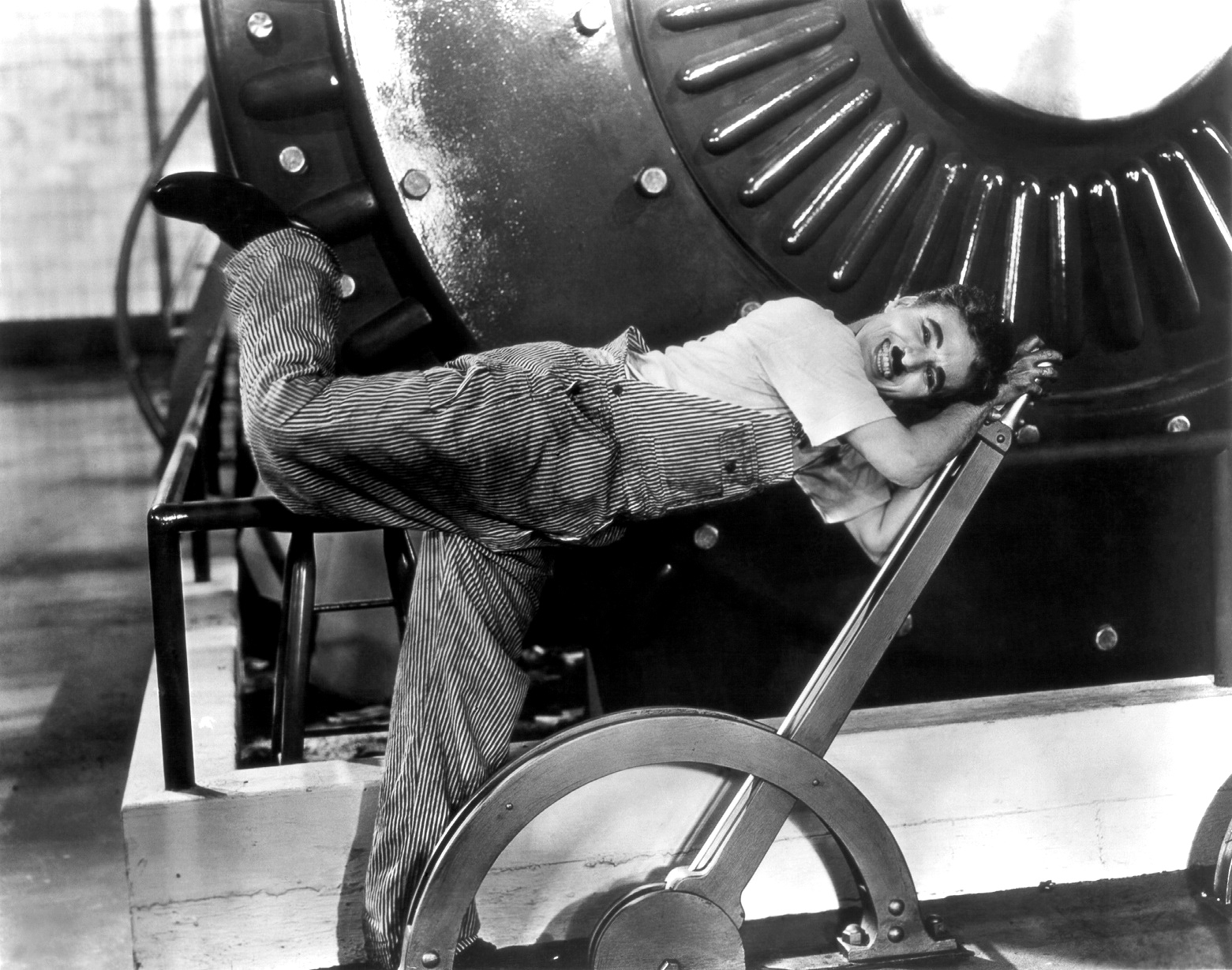
Charlie Chaplin dans Les Temps modernes (Modern Times, 1936). Le vagabond improductif a toutes les qualités pour devenir bon automate productif.

Selon J.C Beaune, la dromomanie est une médicalisation du vagabondage (le vagabond devient malade mental) dans une société en voie d'industrialisation, et désireuse de fixer l'homme à sa machine.
« Ce n'est pas par hasard que les psychiatres de cette fin de siècle s'intéressent désespérément aux vagabonds (de 1886 à 1911 environ) en lesquels ils voient des automates somnambuliques et détritiques (...) Ces hommes-machines renvoient à une nature viciée, mais laissent entrevoir l'immense projet progressiste et libéral. Médecins, juges, ingénieurs, patrons d'usine, enseignants,  ont pour programme essentiel de stabiliser, à l'intérieur comme au dehors, dans les individus comme dans les groupes, ce qui reste de flottant dans cette population marginalisée par l'histoire (...) La raison médicale et sociale depuis Charcot va parler un double langage : celui du type quasi wébérien correspondant pourtant à un individu errant, à un déchet rejeté et que l'on se donne la bonne conscience de prétendre stabiliser en sachant que ce doit être impossible. C'est peut-être aussi cela " la belle âme " ».  

## La dromomanie dans la fiction
- Cette problématique est en filigrane dans le film Le Juge et l'Assassin, de Bertrand Tavernier.
- Le héros du roman Le droit chemin de David Homel (Leméac/Actes Sud, 2011) a écrit un mémoire d'Université sur la dromomanie.
- Le personnage principal du roman Le pied mécanique de Joshua Ferris (JC Lattes, 2011) est atteint des symptômes de la dromomanie sans que le nom de la maladie ne soit jamais évoquée une seule fois dans le livre.
- Le cas Albert Dadas est le sujet du roman Voyageur malgré lui de Minh Tran Huy (Flammarion, 2014).